# Evangelische Kirche Wolfsberg

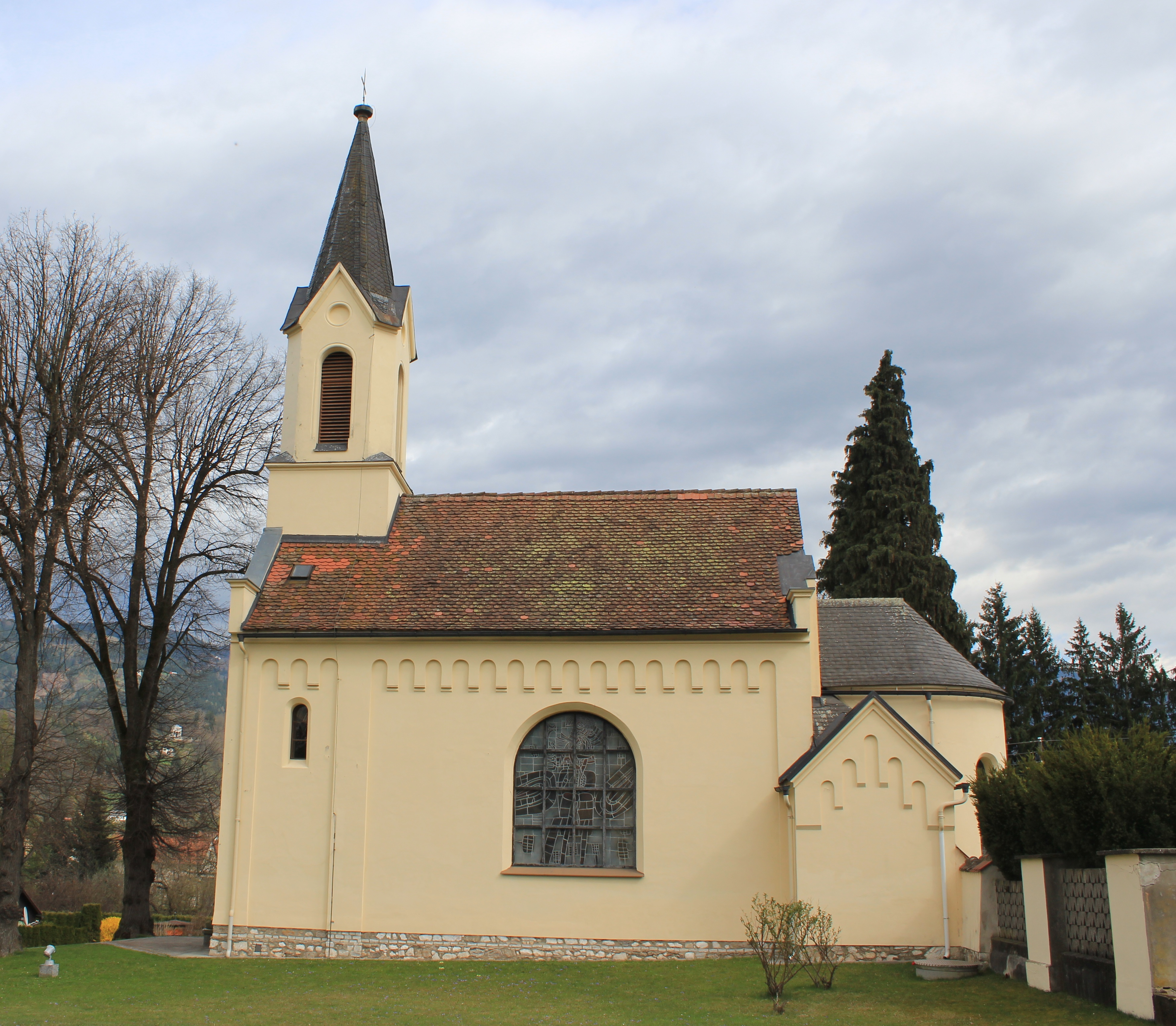

Die Evangelische Kirche Wolfsberg steht im Stadtteil Neudau in Wolfsberg. Sie wurde als Friedhofskapelle erbaut.

## Geschichte
1857 schenkte Henkel-Donnersmark den 42 evangelischen Gemeindemitgliedern in Wolfsberg ein Grundstück am Meierhof in Neudau. Dort errichteten sie 1859/61 eine neoromanische Kirche. 
Wolfsberg war von 1859 bis 1864 eine Tochtergemeinde von Waiern, danach eine Tochtergemeinde von Klagenfurt. 1934 wurde Wolfsberg eine eigenständige evangelische Pfarrgemeinde.

## Beschreibung
Die kleine Saalkirche besitzt einen stark eingezogenen Chor mit einer halbrunden Apsis und einen quadratischen Giebelturm mit einem Spitzdach. Dem westlichen, überdachten Schulterbogenportal ist ein Säulenbaldachin vorgestellt. Die Seitenwände im Inneren sind ungegliedert, die Orgelempore über zwei quadratischen Pfeilern ist als eigenständige Wand ausgebildet. Die hölzernen Flachdecken in Langhaus und Chor wurden nachträglich eingezogen. Die Glasmalereien in den großen, Rundbogenfenstern gestaltete 1972 Giselbert Hoke. Die Chorfenster stellen die Passion dar, die Fenster im Kirchenschiff die Themen „Botschaft“ und „Ruf zur Entscheidung“.